# Тибор Чернаи
Тибор Чернаи (мађ. Csernai Tibor; Пилиш, 3. децембар 1938 — Татабања, 11. септембар 2012) био је мађарски фудбалер, репрезентативац који је играо на позицијама нападача. Такмичио на Летњим олимпијским играма 1964. године. Био је део тима који је освајао златну медаљу.

## Каријера

### Клуб
Фудбалску каријеру је почео у Пилишу, а потом је играо за Чепел. Играо је у Цегледу до 1958. и БВСЦ-у до 1960. године. У сезони 1961/62 био је фудбалер Оздија Кохаса, који је тада био промовисан у највишу лигу. На 26 мечева постигао је 19 голова. Након испадања Озда, прешао је у Татабањаи Бањас. Успех је постигао између 1962. и 1970. као нападач рудара из Татабање. Одиграо је 175 лигашких утакмица и постигао шездесет голова. Са својим тимом био је трећи у првенству Мађарске (1964, 1966), пети 1967, а шести 1965. године. Пензионисан је 1970. и настанио се у Татабањи. Преминуо је 11. септембра 2012. године у 74. години.

### Репрезентација
У мађарском олимпијском тиму наступио је четири пута и постигао шест голова. Био је члан тима који је освојио златну медаљу у Токију 1964. године.

## Достигнућа
- Летње олимпијске игре
  - златна медаља: 1964, Токио

Татабања
- Прва лига Мађарске у фудбалу
  - треће место (2 пута): 1964, 1966